# Ultrarövidhullám
Ultrarövidhullámúnak (URH) nevezzük a 30 - 300 MHz közötti frekvenciájú, 1 - 10 m közötti hullámhosszú rádióhullámokat.

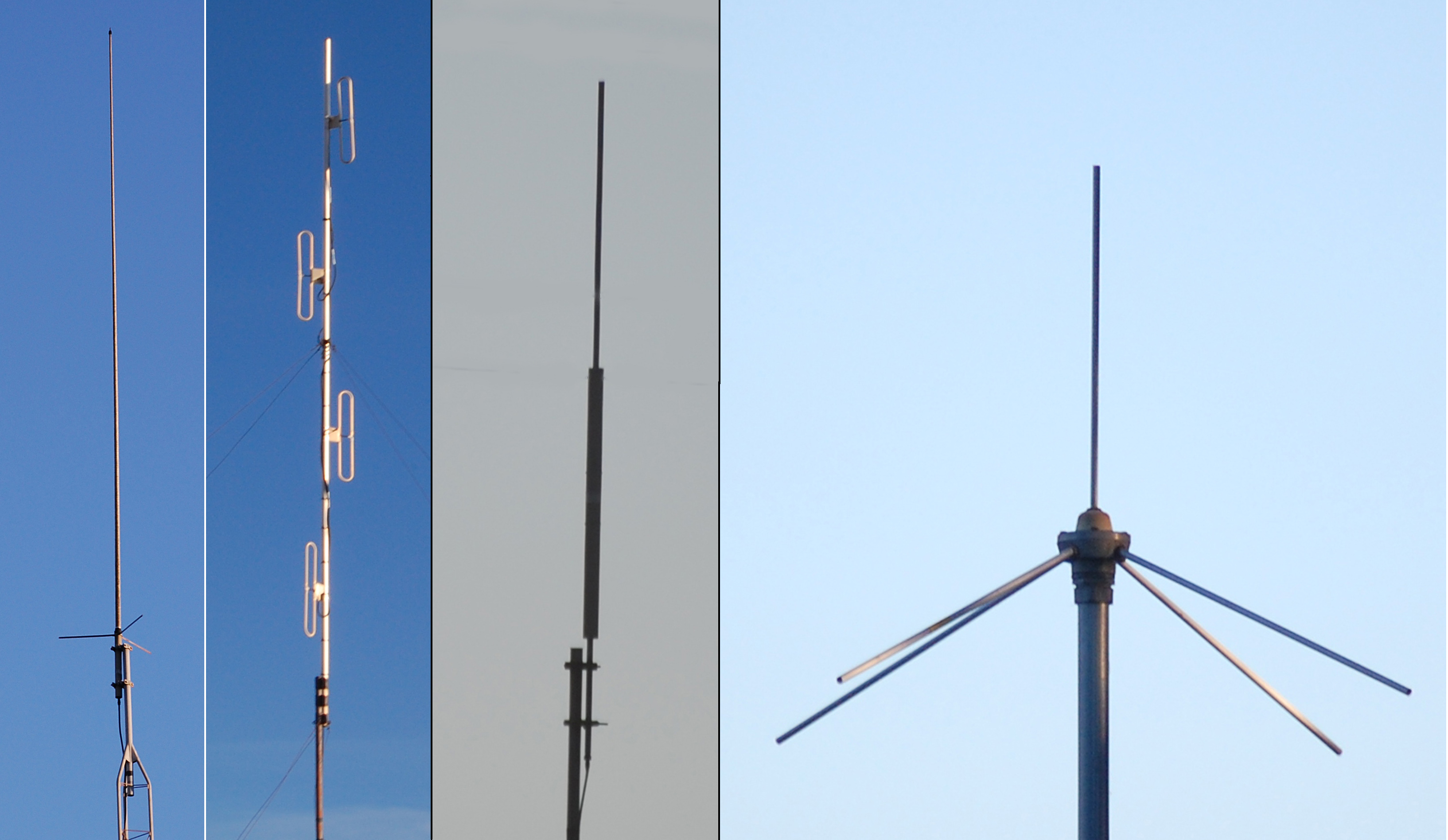
URH antennák

## Terjedése[1]
Az ultrarövidhullámok a fényhez hasonlóan viselkednek: egyenes vonalban terjednek, nyalábolhatók, visszaverődnek. Terjedésüket a domborzat korlátozza, ezért az URH-adóantennákat magas tornyokon vagy hegytetőkön helyezik el a „rálátás” végett.
Nincs felületi hullámterjedés, viszont a talajreflexió jelentős.
Az ultarövid hullámok visszaverődnek a légkörben keletkező inverziókról, eltérő hőmérsékletű légtömegek határfelületéről. Ezt a terjedést troposzférikus terjedésnek nevezzük.
Az ultrarövidhullámokat a tereptárgyak visszaverik, vagy árnyékolják. A köd, eső vagy porvihar nem gyakorol jelentős hatást az ultrarövidhullámokra.
Napfoltmaximumok idején előfordulhat, hogy az ionoszféra ionkoncentrációja oly mértékben megnövekszik, hogy az visszaveri az ultrarövid hullámokat is. Ez ritkán fordul elő, és leginkább az URH tartomány alsó, 150MHz alatti részére jellemző. Ilyenkor térhullámok útján is terjed.
Mivel az ultrarövid hullámok számára az ionoszféra rendszerint átlátszó, így alkalmas Föld - Űr, Űr - Föld irányú összeköttetések megvalósítására.

## Felhasználása

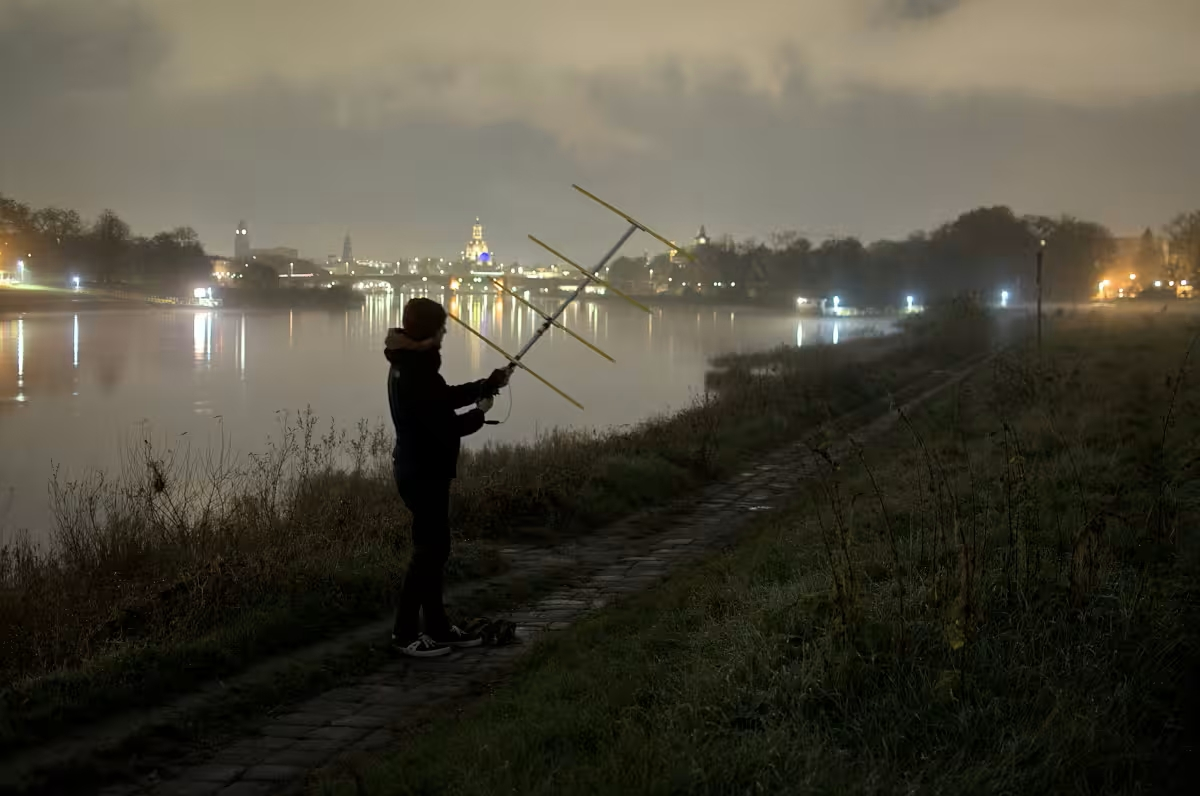
Ultrarövidhullámra könnyen készíthetők emberi léptékű méretben is jó nyereségű antennák

Mivel az ultrarövidhullám hullámhossza emberi léptékkel sem nem túl nagy, sem nem túl kicsi, ezért:
- könnyen és olcsón készíthetőek jó nyereségű antennák
- az antennák már 1.5 - 2m-es magasságban is hatékonyan üzemelnek, így kézirádiók, autórádiók, és egyéb mobil kommunikáció is jól megvalósítható

30-300 MHz-es tartományban üzemképes félvezetők viszonylag olcsók, még a nagyobb teljesítményűek is.
Műsorszórás, rádió és televízió műsorok sugárzása, mind analóg, mind digitális módban.
Amatőr rádiózás.
Repülésirányítás, légi közlekedési kommunikáció, Föld - Levegő, Levegő - Föld, Levegő - Levegő irányokban egyaránt.
Hajózási kommunikáció, hajó - hajó, hajó - part, part - hajó, part - part irányokban egyaránt.
Az ultrarövid hullámoknak fontos szerepük van a katonai, védelmi, katasztrófaelhárítási szervek kommunikációjánál is.
Továbbá:
- Vezeték nélküli mikrofonok
- FM transmitter

## Felosztása[2]
| ITU-1 | ITU-2 | ITU-3 | Magyarország |
| --- | --- | --- | --- |
| 30,005–30,01 MHz 1. ŰRBELI ÜZEMELTETÉS (műholdak azonosítása) 2. ÁLLANDÓHELYŰ 3. MOZGÓ 4. ŰRKUTATÁS | 30,005–30,01 MHz 1. ŰRBELI ÜZEMELTETÉS (műholdak azonosítása) 2. ÁLLANDÓHELYŰ 3. MOZGÓ 4. ŰRKUTATÁS | 30,005–30,01 MHz 1. ŰRBELI ÜZEMELTETÉS (műholdak azonosítása) 2. ÁLLANDÓHELYŰ 3. MOZGÓ 4. ŰRKUTATÁS | 30,005–30,01 MHz 1. ŰRBELI ÜZEMELTETÉS (műholdak azonosítása) 2. ÁLLANDÓHELYŰ 3. MOZGÓ 4. ŰRKUTATÁS |
| 30,01–37,5 MHz 1. ÁLLANDÓHELYŰ 2. MOZGÓ | 30,01–37,5 MHz 1. ÁLLANDÓHELYŰ 2. MOZGÓ | 30,01–37,5 MHz 1. ÁLLANDÓHELYŰ 2. MOZGÓ | 30,01–37,5 MHz 1. ÁLLANDÓHELYŰ 2. MOZGÓ |
| 37,5–38,25 MHz 1. ÁLLANDÓHELYŰ 2. MOZGÓ 3. Rádiócsillagászat | 37,5–38,25 MHz 1. ÁLLANDÓHELYŰ 2. MOZGÓ 3. Rádiócsillagászat | 37,5–38,25 MHz 1. ÁLLANDÓHELYŰ 2. MOZGÓ 3. Rádiócsillagászat | 37,5–38,25 MHz 1. ÁLLANDÓHELYŰ 2. MOZGÓ 3. Rádiócsillagászat |
| 38,25–39 MHz 1. ÁLLANDÓHELYŰ 2. MOZGÓ | 38,25–39,986 MHz 1. ÁLLANDÓHELYŰ 2. MOZGÓ | 38,25–39,5 MHz 1. ÁLLANDÓHELYŰ 2. MOZGÓ | 38,25–39 MHz 1. ÁLLANDÓHELYŰ 2. MOZGÓ |
| 39–39,5 MHz 1. ÁLLANDÓHELYŰ 2. MOZGÓ 3. Rádiólokáció | 38,25–39,986 MHz 1. ÁLLANDÓHELYŰ 2. MOZGÓ | 38,25–39,5 MHz 1. ÁLLANDÓHELYŰ 2. MOZGÓ | 39–39,5 MHz 1. ÁLLANDÓHELYŰ 2. MOZGÓ 3. Rádiólokáció |
| 39,5–39,986 MHz 1. ÁLLANDÓHELYŰ 2. MOZGÓ | 38,25–39,986 MHz 1. ÁLLANDÓHELYŰ 2. MOZGÓ | 39,5–39,986 MHz 1. ÁLLANDÓHELYŰ 2. MOZGÓ 3. RÁDIÓLOKÁCIÓ | 39,5–39,986 MHz 1. ÁLLANDÓHELYŰ 2. MOZGÓ |
| 39,986–40,02 MHz 1. ÁLLANDÓHELYŰ 2. MOZGÓ 3. Űrkutatás | 39,986–40,02 MHz 1. ÁLLANDÓHELYŰ 2. MOZGÓ 3. Űrkutatás | 39,986–40 MHz 1. ÁLLANDÓHELYŰ 2. MOZGÓ 3. RÁDIÓLOKÁCIÓ 4. Űrkutatás | 39,986–40,02 MHz 1. ÁLLANDÓHELYŰ 2. MOZGÓ 3. Űrkutatás |
| 39,986–40,02 MHz 1. ÁLLANDÓHELYŰ 2. MOZGÓ 3. Űrkutatás | 39,986–40,02 MHz 1. ÁLLANDÓHELYŰ 2. MOZGÓ 3. Űrkutatás | 40–40,02 MHz 1. ÁLLANDÓHELYŰ 2. MOZGÓ 3. Űrkutatás | 39,986–40,02 MHz 1. ÁLLANDÓHELYŰ 2. MOZGÓ 3. Űrkutatás |
| 40,02–40,98 MHz 1. ÁLLANDÓHELYŰ 2. MOZGÓ | 40,02–40,98 MHz 1. ÁLLANDÓHELYŰ 2. MOZGÓ | 40,02–40,98 MHz 1. ÁLLANDÓHELYŰ 2. MOZGÓ | 40,02–40,98 MHz 1. ÁLLANDÓHELYŰ 2. MOZGÓ |
| 40,98–41,015 MHz 1. ÁLLANDÓHELYŰ 2. MOZGÓ 3. Űrkutatás | 40,98–41,015 MHz 1. ÁLLANDÓHELYŰ 2. MOZGÓ 3. Űrkutatás | 40,98–41,015 MHz 1. ÁLLANDÓHELYŰ 2. MOZGÓ 3. Űrkutatás | 40,98–41,015 MHz 1. ÁLLANDÓHELYŰ 2. MOZGÓ 3. Űrkutatás |
| 41,015–42 MHz 1. ÁLLANDÓHELYŰ 2. MOZGÓ | 41,015–42 MHz 1. ÁLLANDÓHELYŰ 2. MOZGÓ | 41,015–42 MHz 1. ÁLLANDÓHELYŰ 2. MOZGÓ | 41,015–42 MHz 1. ÁLLANDÓHELYŰ 2. MOZGÓ |
| 42–42,5 MHz 1. ÁLLANDÓHELYŰ 2. MOZGÓ 3. Rádiólokáció | 42–42,5 MHz 1. ÁLLANDÓHELYŰ 2. MOZGÓ | 42–42,5 MHz 1. ÁLLANDÓHELYŰ 2. MOZGÓ | 42–42,5 MHz 1. ÁLLANDÓHELYŰ 2. MOZGÓ |
| 42,5–44 MHz 1. ÁLLANDÓHELYŰ 2. MOZGÓ | 42,5–44 MHz 1. ÁLLANDÓHELYŰ 2. MOZGÓ | 42,5–44 MHz 1. ÁLLANDÓHELYŰ 2. MOZGÓ | 42,5–44 MHz 1. ÁLLANDÓHELYŰ 2. MOZGÓ |
| 44–47 MHz 1. ÁLLANDÓHELYŰ 2. MOZGÓ | 44–47 MHz 1. ÁLLANDÓHELYŰ 2. MOZGÓ | 44–47 MHz 1. ÁLLANDÓHELYŰ 2. MOZGÓ | 44–47 MHz 1. ÁLLANDÓHELYŰ 2. MOZGÓ |
| 47–50 MHz 1. MŰSORSZÓRÁS | 47–50 MHz 1. ÁLLANDÓHELYŰ 2. MOZGÓ | 47–50 MHz 1. ÁLLANDÓHELYŰ 2. MOZGÓ 3. MŰSORSZÓRÁS | 47–50 MHz 1. FÖLDI MOZGÓ 2. MŰSORSZÓRÁS |
| 50–52 MHz 1. MŰSORSZÓRÁS 2. Amatőr | 50–54 MHz 1. AMATŐR | 50–54 MHz 1. AMATŐR | 50–50,5 MHz 1. AMATŐR 2. FÖLDI MOZGÓ 3. MŰSORSZÓRÁS |
| 50–52 MHz 1. MŰSORSZÓRÁS 2. Amatőr | 50–54 MHz 1. AMATŐR | 50–54 MHz 1. AMATŐR | 50,5–52 MHz 1. FÖLDI MOZGÓ 2. MŰSORSZÓRÁS 3. Amatőr |
| 52–68 MHz 1. MŰSORSZÓRÁS | 50–54 MHz 1. AMATŐR | 50–54 MHz 1. AMATŐR | 52–68 MHz 1. FÖLDI MOZGÓ 2. MŰSORSZÓRÁS |
| 52–68 MHz 1. MŰSORSZÓRÁS | 54–68 MHz 1. MŰSORSZÓRÁS 2. Állandóhelyű 3. Mozgó | 54–68 MHz 1. ÁLLANDÓHELYŰ 2. MOZGÓ 3. MŰSORSZÓRÁS | 52–68 MHz 1. FÖLDI MOZGÓ 2. MŰSORSZÓRÁS |
| 68–74,8 MHz 1. ÁLLANDÓHELYŰ 2. MOZGÓ, a légi mozgó kivételével | 68–72 MHz 1. MŰSORSZÓRÁS 2. Állandóhelyű 3. Mozgó | 68–74,8 MHz 1. ÁLLANDÓHELYŰ 2. MOZGÓ | 68–74,8 MHz 1. ÁLLANDÓHELYŰ 2. MOZGÓ, a légi mozgó kivételével |
| 68–74,8 MHz 1. ÁLLANDÓHELYŰ 2. MOZGÓ, a légi mozgó kivételével | 72–73 MHz 1. ÁLLANDÓHELYŰ 2. MOZGÓ | 68–74,8 MHz 1. ÁLLANDÓHELYŰ 2. MOZGÓ | 68–74,8 MHz 1. ÁLLANDÓHELYŰ 2. MOZGÓ, a légi mozgó kivételével |
| 68–74,8 MHz 1. ÁLLANDÓHELYŰ 2. MOZGÓ, a légi mozgó kivételével | 73–74,6 MHz 1. RÁDIÓCSILLAGÁSZAT | 68–74,8 MHz 1. ÁLLANDÓHELYŰ 2. MOZGÓ | 68–74,8 MHz 1. ÁLLANDÓHELYŰ 2. MOZGÓ, a légi mozgó kivételével |
| 68–74,8 MHz 1. ÁLLANDÓHELYŰ 2. MOZGÓ, a légi mozgó kivételével | 74,6–74,8 MHz 1. ÁLLANDÓHELYŰ 2. MOZGÓ | 68–74,8 MHz 1. ÁLLANDÓHELYŰ 2. MOZGÓ | 68–74,8 MHz 1. ÁLLANDÓHELYŰ 2. MOZGÓ, a légi mozgó kivételével |
| 74,8–75,2 MHz 1. LÉGI RÁDIÓNAVIGÁCIÓ | 74,8–75,2 MHz 1. LÉGI RÁDIÓNAVIGÁCIÓ | 74,8–75,2 MHz 1. LÉGI RÁDIÓNAVIGÁCIÓ | 74,8–75,2 MHz 1. LÉGI RÁDIÓNAVIGÁCIÓ |
| 75,2–87,5 MHz 1. ÁLLANDÓHELYŰ 2. MOZGÓ, a légi mozgó kivételével | 75,2–75,4 MHz 1. ÁLLANDÓHELYŰ 2. MOZGÓ | 75,2–75,4 MHz 1. ÁLLANDÓHELYŰ 2. MOZGÓ | 75,2–87,5 MHz 1. ÁLLANDÓHELYŰ 2. MOZGÓ, a légi mozgó kivételével |
| 75,2–87,5 MHz 1. ÁLLANDÓHELYŰ 2. MOZGÓ, a légi mozgó kivételével | 75,4–76 MHz 1. ÁLLANDÓHELYŰ 2. MOZGÓ | 75,4–87 MHz 1. ÁLLANDÓHELYŰ 2. MOZGÓ | 75,2–87,5 MHz 1. ÁLLANDÓHELYŰ 2. MOZGÓ, a légi mozgó kivételével |
| 75,2–87,5 MHz 1. ÁLLANDÓHELYŰ 2. MOZGÓ, a légi mozgó kivételével | 76–88 MHz 1. MŰSORSZÓRÁS 2. Állandóhelyű 3. Mozgó | 75,4–87 MHz 1. ÁLLANDÓHELYŰ 2. MOZGÓ | 75,2–87,5 MHz 1. ÁLLANDÓHELYŰ 2. MOZGÓ, a légi mozgó kivételével |
| 75,2–87,5 MHz 1. ÁLLANDÓHELYŰ 2. MOZGÓ, a légi mozgó kivételével | 87–100 MHz 1. ÁLLANDÓHELYŰ 2. MOZGÓ 3. MŰSORSZÓRÁS | | 75,2–87,5 MHz 1. ÁLLANDÓHELYŰ 2. MOZGÓ, a légi mozgó kivételével |
| 87,5–100 MHz 1. MŰSORSZÓRÁS | 87,5–100 MHz 1. MŰSORSZÓRÁS | | |
| 87,5–100 MHz 1. MŰSORSZÓRÁS | 87,5–100 MHz 1. MŰSORSZÓRÁS | 88–100 MHz 1. MŰSORSZÓRÁS | |
| 100–108 MHz 1. MŰSORSZÓRÁS | 100–108 MHz 1. MŰSORSZÓRÁS | 100–108 MHz 1. MŰSORSZÓRÁS | 100–108 MHz 1. MŰSORSZÓRÁS |
| 108–117,975 MHz 1. LÉGI RÁDIÓNAVIGÁCIÓ | 108–117,975 MHz 1. LÉGI RÁDIÓNAVIGÁCIÓ | 108–117,975 MHz 1. LÉGI RÁDIÓNAVIGÁCIÓ | 108–117,975 MHz 1. (R) LÉGI MOZGÓ 2. LÉGI RÁDIÓNAVIGÁCIÓ |
| 117,975–137 MHz 1. (R) LÉGI MOZGÓ | 117,975–137 MHz 1. (R) LÉGI MOZGÓ | 117,975–137 MHz 1. (R) LÉGI MOZGÓ | 117,975–132 MHz (R) LÉGI MOZGÓ |
| 117,975–137 MHz 1. (R) LÉGI MOZGÓ | 117,975–137 MHz 1. (R) LÉGI MOZGÓ | 117,975–137 MHz 1. (R) LÉGI MOZGÓ | 132–136 MHz (OR) LÉGI MOZGÓ 5.201 (R) LÉGI MOZGÓ |
| 117,975–137 MHz 1. (R) LÉGI MOZGÓ | 117,975–137 MHz 1. (R) LÉGI MOZGÓ | 117,975–137 MHz 1. (R) LÉGI MOZGÓ | 136–137 MHz (R) LÉGI MOZGÓ |
| 137–137,025 MHz 1. ŰRBELI ÜZEMELTETÉS (űr–Föld irány) 2. MŰHOLDAS METEOROLÓGIA (űr–Föld irány) 3. MŰHOLDAS MOZGÓ (űr–Föld irány) 4. ŰRKUTATÁS (űr–Föld irány) 5. Állandóhelyű 6. Mozgó, az (R) légi mozgó kivételével     | 137–137,025 MHz 1. ŰRBELI ÜZEMELTETÉS (űr–Föld irány) 2. MŰHOLDAS METEOROLÓGIA (űr–Föld irány) 3. MŰHOLDAS MOZGÓ (űr–Föld irány) 4. ŰRKUTATÁS (űr–Föld irány) 5. Állandóhelyű 6. Mozgó, az (R) légi mozgó kivételével     | 137–137,025 MHz 1. ŰRBELI ÜZEMELTETÉS (űr–Föld irány) 2. MŰHOLDAS METEOROLÓGIA (űr–Föld irány) 3. MŰHOLDAS MOZGÓ (űr–Föld irány) 4. ŰRKUTATÁS (űr–Föld irány) 5. Állandóhelyű 6. Mozgó, az (R) légi mozgó kivételével     | 137–137,025 MHz 1. ŰRBELI ÜZEMELTETÉS (űr–Föld irány) 2. MŰHOLDAS METEOROLÓGIA (űr–Föld irány) 3. MŰHOLDAS MOZGÓ (űr–Föld irány) 4. ŰRKUTATÁS (űr–Föld irány) 5. Állandóhelyű 6. Mozgó, az (R) légi mozgó kivételével     |
| 137,025–137,175 MHz 1. ŰRBELI ÜZEMELTETÉS (űr–Föld irány) 2. MŰHOLDAS METEOROLÓGIA (űr–Föld irány) 3. ŰRKUTATÁS (űr–Föld irány) 4. Állandóhelyű 5. Mozgó, az (R) légi mozgó kivételével 6. Műholdas mozgó (űr–Föld irány) | 137,025–137,175 MHz 1. ŰRBELI ÜZEMELTETÉS (űr–Föld irány) 2. MŰHOLDAS METEOROLÓGIA (űr–Föld irány) 3. ŰRKUTATÁS (űr–Föld irány) 4. Állandóhelyű 5. Mozgó, az (R) légi mozgó kivételével 6. Műholdas mozgó (űr–Föld irány) | 137,025–137,175 MHz 1. ŰRBELI ÜZEMELTETÉS (űr–Föld irány) 2. MŰHOLDAS METEOROLÓGIA (űr–Föld irány) 3. ŰRKUTATÁS (űr–Föld irány) 4. Állandóhelyű 5. Mozgó, az (R) légi mozgó kivételével 6. Műholdas mozgó (űr–Föld irány) | 137,025–137,175 MHz 1. ŰRBELI ÜZEMELTETÉS (űr–Föld irány) 2. MŰHOLDAS METEOROLÓGIA (űr–Föld irány) 3. ŰRKUTATÁS (űr–Föld irány) 4. Állandóhelyű 5. Mozgó, az (R) légi mozgó kivételével 6. Műholdas mozgó (űr–Föld irány) |
| 137,175–137,825 MHz 1. ŰRBELI ÜZEMELTETÉS (űr–Föld irány) 2. MŰHOLDAS METEOROLÓGIA (űr–Föld irány) 3. MŰHOLDAS MOZGÓ (űr–Föld irány) 4. ŰRKUTATÁS (űr–Föld irány) 5. Állandóhelyű 6. Mozgó, az (R) légi mozgó kivételével | 137,175–137,825 MHz 1. ŰRBELI ÜZEMELTETÉS (űr–Föld irány) 2. MŰHOLDAS METEOROLÓGIA (űr–Föld irány) 3. MŰHOLDAS MOZGÓ (űr–Föld irány) 4. ŰRKUTATÁS (űr–Föld irány) 5. Állandóhelyű 6. Mozgó, az (R) légi mozgó kivételével | 137,175–137,825 MHz 1. ŰRBELI ÜZEMELTETÉS (űr–Föld irány) 2. MŰHOLDAS METEOROLÓGIA (űr–Föld irány) 3. MŰHOLDAS MOZGÓ (űr–Föld irány) 4. ŰRKUTATÁS (űr–Föld irány) 5. Állandóhelyű 6. Mozgó, az (R) légi mozgó kivételével | 137,175–137,825 MHz 1. ŰRBELI ÜZEMELTETÉS (űr–Föld irány) 2. MŰHOLDAS METEOROLÓGIA (űr–Föld irány) 3. MŰHOLDAS MOZGÓ (űr–Föld irány) 4. ŰRKUTATÁS (űr–Föld irány) 5. Állandóhelyű 6. Mozgó, az (R) légi mozgó kivételével |
| 137,825–138 MHz 1. ŰRBELI ÜZEMELTETÉS (űr–Föld irány) 2. MŰHOLDAS METEOROLÓGIA (űr–Föld irány) 3. ŰRKUTATÁS (űr–Föld irány) 4. Állandóhelyű 5. Mozgó, az (R) légi mozgó kivételével 6. Műholdas mozgó (űr–Föld irány)     | 137,825–138 MHz 1. ŰRBELI ÜZEMELTETÉS (űr–Föld irány) 2. MŰHOLDAS METEOROLÓGIA (űr–Föld irány) 3. ŰRKUTATÁS (űr–Föld irány) 4. Állandóhelyű 5. Mozgó, az (R) légi mozgó kivételével 6. Műholdas mozgó (űr–Föld irány)     | 137,825–138 MHz 1. ŰRBELI ÜZEMELTETÉS (űr–Föld irány) 2. MŰHOLDAS METEOROLÓGIA (űr–Föld irány) 3. ŰRKUTATÁS (űr–Föld irány) 4. Állandóhelyű 5. Mozgó, az (R) légi mozgó kivételével 6. Műholdas mozgó (űr–Föld irány)     | 137,825–138 MHz 1. ŰRBELI ÜZEMELTETÉS (űr–Föld irány) 2. MŰHOLDAS METEOROLÓGIA (űr–Föld irány) 3. ŰRKUTATÁS (űr–Föld irány) 4. Állandóhelyű 5. Mozgó, az (R) légi mozgó kivételével 6. Műholdas mozgó (űr–Föld irány)     |
| 138–143,6 MHz 1. (OR) LÉGI MOZGÓ | 138–143,6 MHz 1. ÁLLANDÓHELYŰ 2. MOZGÓ 3. RÁDIÓLOKÁCIÓ 4. Űrkutatás (űr–Föld irány) | 138–143,6 MHz 1. ÁLLANDÓHELYŰ 2. MOZGÓ 3. Űrkutatás (űr–Föld irány) | 138–143,6 MHz 1. (OR) LÉGI MOZGÓ |
| 143,6–143,65 MHz 1. (OR) LÉGI MOZGÓ 2. ŰRKUTATÁS (űr–Föld irány) | 143,6–143,65 MHz 1. ÁLLANDÓHELYŰ 2. MOZGÓ 3. RÁDIÓLOKÁCIÓ 4. ŰRKUTATÁS (űr–Föld irány) | 143,6–143,65 MHz 1. ÁLLANDÓHELYŰ 2. MOZGÓ 3. ŰRKUTATÁS (űr–Föld irány) | 143,6–143,65 MHz 1. (OR) LÉGI MOZGÓ 2. ŰRKUTATÁS (űr–Föld irány) |
| 143,65–144 MHz 1. (OR) LÉGI MOZGÓ | 143,65–144 MHz 1. ÁLLANDÓHELYŰ 2. MOZGÓ 3. RÁDIÓLOKÁCIÓ 4. Űrkutatás (űr–Föld irány) | 143,65–144 MHz 1. ÁLLANDÓHELYŰ 2. MOZGÓ 3. Űrkutatás (űr–Föld irány) | 143,65–144 MHz 1. (OR) LÉGI MOZGÓ |
| 144–146 MHz 1. AMATŐR 2. MŰHOLDAS AMATŐR | 144–146 MHz 1. AMATŐR 2. MŰHOLDAS AMATŐR | 144–146 MHz 1. AMATŐR 2. MŰHOLDAS AMATŐR | 144–146 MHz 1. AMATŐR 2. MŰHOLDAS AMATŐR |
| 146–148 MHz 1. ÁLLANDÓHELYŰ 2. MOZGÓ, az (R) légi mozgó kivételével | 146–148 MHz 1. AMATŐR | 146–148 MHz 1. AMATŐR 2. ÁLLANDÓHELYŰ 3. MOZGÓ | 146–148 MHz 1. ÁLLANDÓHELYŰ 2. MOZGÓ, az (R) légi mozgó kivételével |
| 148–149,9 MHz 1. ÁLLANDÓHELYŰ 2. MOZGÓ, az (R) légi mozgó kivételével 3. MŰHOLDAS MOZGÓ (Föld–űr irány) | 148–149,9 MHz 1. ÁLLANDÓHELYŰ 2. MOZGÓ 3. MŰHOLDAS MOZGÓ (Föld–űr irány) | 148–149,9 MHz 1. ÁLLANDÓHELYŰ 2. MOZGÓ 3. MŰHOLDAS MOZGÓ (Föld–űr irány) | 148–149,9 MHz 1. ŰRBELI ÜZEMELTETÉS (Föld–űr irány) 2. ÁLLANDÓHELYŰ 3. MOZGÓ, az (R) légi mozgó kivételével 4. MŰHOLDAS MOZGÓ (Föld–űr irány)                                                                             |
| 149,9–150,05 MHz 1. MŰHOLDAS MOZGÓ (Föld–űr irány) | 149,9–150,05 MHz 1. MŰHOLDAS MOZGÓ (Föld–űr irány) | 149,9–150,05 MHz 1. MŰHOLDAS MOZGÓ (Föld–űr irány) | 149,9–150,05 MHz 1. MŰHOLDAS MOZGÓ (Föld–űr irány) |
| 150,05–153 MHz 1. ÁLLANDÓHELYŰ 2. MOZGÓ, a légi mozgó kivételével 3. RÁDIÓCSILLAGÁSZAT | 150,05–154 MHz 1. ÁLLANDÓHELYŰ 2. MOZGÓ | 150,05–154 MHz 1. ÁLLANDÓHELYŰ 2. MOZGÓ | 150,05–153 MHz 1. ÁLLANDÓHELYŰ 2. MOZGÓ, a légi mozgó kivételével 3. RÁDIÓCSILLAGÁSZAT |
| 153–154 MHz 1. ÁLLANDÓHELYŰ 2. MOZGÓ, az (R) légi mozgó kivételével 3. Meteorológia | 150,05–154 MHz 1. ÁLLANDÓHELYŰ 2. MOZGÓ | 150,05–154 MHz 1. ÁLLANDÓHELYŰ 2. MOZGÓ | 153–154 MHz 1. ÁLLANDÓHELYŰ 2. MOZGÓ, az (R) légi mozgó kivételével 3. Meteorológia |
| 154–156,4875 MHz 1. ÁLLANDÓHELYŰ 2. MOZGÓ, az (R) légi mozgó kivételével | 154–156,4875 MHz 1. ÁLLANDÓHELYŰ 2. MOZGÓ | 154–156,4875 MHz 1. ÁLLANDÓHELYŰ 2. MOZGÓ | 154–156,4875 MHz 1. ÁLLANDÓHELYŰ 2. MOZGÓ, az (R) légi mozgó kivételével |
| 156,4875–156,5625 MHz 1. TENGERI MOZGÓ (vészjelzés és hívás DSC-vel) | 156,4875–156,5625 MHz 1. TENGERI MOZGÓ (vészjelzés és hívás DSC-vel) | 156,4875–156,5625 MHz 1. TENGERI MOZGÓ (vészjelzés és hívás DSC-vel) | 156,4875–156,5125 MHz 1. ÁLLANDÓHELYŰ 2. TENGERI MOZGÓ (vészjelzés és hívás DSC-vel) 3. FÖLDI MOZGÓ |
| 156,4875–156,5625 MHz 1. TENGERI MOZGÓ (vészjelzés és hívás DSC-vel) | 156,4875–156,5625 MHz 1. TENGERI MOZGÓ (vészjelzés és hívás DSC-vel) | 156,4875–156,5625 MHz 1. TENGERI MOZGÓ (vészjelzés és hívás DSC-vel) | 156,5125–156,5375 MHz 1. TENGERI MOZGÓ (vészjelzés és hívás DSC-vel) |
| 156,4875–156,5625 MHz 1. TENGERI MOZGÓ (vészjelzés és hívás DSC-vel) | 156,4875–156,5625 MHz 1. TENGERI MOZGÓ (vészjelzés és hívás DSC-vel) | 156,4875–156,5625 MHz 1. TENGERI MOZGÓ (vészjelzés és hívás DSC-vel) | 156,5375–156,5625 MHz 1. ÁLLANDÓHELYŰ 2. TENGERI MOZGÓ (vészjelzés és hívás DSC-vel) 3. FÖLDI MOZGÓ |
| 156,5625–156,7625 MHz 1. ÁLLANDÓHELYŰ 2. MOZGÓ, az (R) légi mozgó kivételével | 156,5625–156,7625 MHz 1. ÁLLANDÓHELYŰ 2. MOZGÓ | 156,5625–156,7625 MHz 1. ÁLLANDÓHELYŰ 2. MOZGÓ | 156,5625–156,7625 MHz 1. ÁLLANDÓHELYŰ 2. MOZGÓ, az (R) légi mozgó kivételével |
| 156,7625–156,7875 MHz 1. TENGERI MOZGÓ 2. Műholdas mozgó (Föld–űr irány) | 156,7625–156,7875 MHz 1. TENGERI MOZGÓ 2. Műholdas mozgó (Föld–űr irány) | 156,7625–156,7875 MHz 1. TENGERI MOZGÓ 2. Műholdas mozgó (Föld–űr irány) | 156,7625–156,7875 MHz 1. TENGERI MOZGÓ 2. Műholdas mozgó (Föld–űr irány) |
| 156,7875–156,8125 MHz 1. TENGERI MOZGÓ (vészjelzés és hívás) | 156,7875–156,8125 MHz 1. TENGERI MOZGÓ (vészjelzés és hívás) | 156,7875–156,8125 MHz 1. TENGERI MOZGÓ (vészjelzés és hívás) | 156,7875–156,8125 MHz 1. TENGERI MOZGÓ (vészjelzés és hívás) |
| 156,8125–156,8375 MHz 1. TENGERI MOZGÓ 2. Műholdas mozgó (Föld–űr irány) | 156,8125–156,8375 MHz 1. TENGERI MOZGÓ 2. Műholdas mozgó (Föld–űr irány) | 156,8125–156,8375 MHz 1. TENGERI MOZGÓ 2. Műholdas mozgó (Föld–űr irány) | 156,8125–156,8375 MHz 1. TENGERI MOZGÓ 2. Műholdas mozgó (Föld–űr irány) |
| 156,8375–157,1875 MHz 1. ÁLLANDÓHELYŰ 2. MOZGÓ, a légi mozgó kivételével | 156,8375–157,1875 MHz 1. ÁLLANDÓHELYŰ 2. MOZGÓ | 156,8375–157,1875 MHz 1. ÁLLANDÓHELYŰ 2. MOZGÓ | 156,8375–157,1875 MHz 1. ÁLLANDÓHELYŰ 2. MOZGÓ, a légi mozgó kivételével |
| 157,1875–157,3375 MHz 1. ÁLLANDÓHELYŰ 2. MOZGÓ, a légi mozgó kivételével 3. Műholdas tengeri mozgó | 157,1875–157,3375 MHz 1. ÁLLANDÓHELYŰ 2. MOZGÓ 3. Műholdas tengeri mozgó | 157,1875–157,3375 MHz 1. ÁLLANDÓHELYŰ 2. MOZGÓ 3. Műholdas tengeri mozgó | 157,1875–157,3375 MHz 1. ÁLLANDÓHELYŰ 2. MOZGÓ, a légi mozgó kivételével 3. Műholdas tengeri mozgó |
| 157,3375–161,7875 MHz 1. ÁLLANDÓHELYŰ 2. MOZGÓ, a légi mozgó kivételével | 157,3375–161,7875 MHz 1. ÁLLANDÓHELYŰ 2. MOZGÓ | 157,3375–161,7875 MHz 1. ÁLLANDÓHELYŰ 2. MOZGÓ | 157,3375–161,7875 MHz 1. ÁLLANDÓHELYŰ 2. MOZGÓ, a légi mozgó kivételével |
| 161,7875–161,9375 MHz 1. ÁLLANDÓHELYŰ 2. MOZGÓ, a légi mozgó kivételével 3. Műholdas tengeri mozgó | 161,7875–161,9375 MHz 1. ÁLLANDÓHELYŰ 2. MOZGÓ 3. Műholdas tengeri mozgó | 161,7875–161,9375 MHz 1. ÁLLANDÓHELYŰ 2. MOZGÓ 3. Műholdas tengeri mozgó | 161,7875–161,9375 MHz 1. ÁLLANDÓHELYŰ 2. MOZGÓ, a légi mozgó kivételével 3. Műholdas tengeri mozgó |
| 161,9375–161,9625 MHz 1. ÁLLANDÓHELYŰ 2. MOZGÓ, a légi mozgó kivételével 3. Műholdas tengeri mozgó (Föld–űr irány) | 161,9375–161,9625 MHz 1. ÁLLANDÓHELYŰ 2. MOZGÓ 3. Műholdas tengeri mozgó (Föld–űr irány) | 161,9375–161,9625 MHz 1. ÁLLANDÓHELYŰ 2. MOZGÓ 3. Műholdas tengeri mozgó (Föld–űr irány) | 161,9375–161,9625 MHz 1. ÁLLANDÓHELYŰ 2. MOZGÓ, a légi mozgó kivételével 3. Műholdas tengeri mozgó (Föld–űr irány) |
| 161,9625–161,9875 MHz 1. ÁLLANDÓHELYŰ 2. MOZGÓ, a légi mozgó kivételével 3. Műholdas mozgó (Föld–űr irány) | 161,9625–161,9875 MHz 1. (OR) LÉGI MOZGÓ 2. TENGERI MOZGÓ 3. MŰHOLDAS MOZGÓ (Föld–űr irány) | 161,9625–161,9875 MHz 1. TENGERI MOZGÓ 2. (OR) légi mozgó 3. Műholdas mozgó (Föld–űr irány) | 161,9625–161,9875 MHz 1. ÁLLANDÓHELYŰ 2. MOZGÓ, a légi mozgó kivételével 3. Műholdas mozgó (Föld–űr irány) |
| 161,9875–162,0125 MHz 1. ÁLLANDÓHELYŰ 2. MOZGÓ, a légi mozgó kivételével 3. Műholdas tengeri mozgó (Föld–űr irány) | 161,9875–162,0125 MHz 1. ÁLLANDÓHELYŰ 2. MOZGÓ 3. Műholdas tengeri mozgó (Föld–űr irány) | 161,9875–162,0125 MHz 1. ÁLLANDÓHELYŰ 2. MOZGÓ 3. Műholdas tengeri mozgó (Föld–űr irány) | 161,9875–162,0125 MHz 1. ÁLLANDÓHELYŰ 2. MOZGÓ, a légi mozgó kivételével 3. Műholdas tengeri mozgó (Föld–űr irány) |
| 162,0125–162,0375 MHz 1. ÁLLANDÓHELYŰ 2. MOZGÓ, a légi mozgó kivételével 3. Műholdas mozgó (Föld–űr irány) | 162,0125–162,0375 MHz 1. (OR) LÉGI MOZGÓ 2. TENGERI MOZGÓ 3. MŰHOLDAS MOZGÓ (Föld–űr irány) | 162,0125–162,0375 MHz 1. TENGERI MOZGÓ 2. (OR) légi mozgó 5.228E 3. Műholdas mozgó (Föld–űr irány) | 162,0125–162,0375 MHz 1. ÁLLANDÓHELYŰ 2. MOZGÓ, a légi mozgó kivételével 3. Műholdas mozgó (Föld–űr irány) |
| 162,0375–174 MHz 1. ÁLLANDÓHELYŰ 2. MOZGÓ, a légi mozgó kivételével | 162,0375–174 MHz 1. ÁLLANDÓHELYŰ 2. MOZGÓ | 162,0375–174 MHz 1. ÁLLANDÓHELYŰ 2. MOZGÓ | 162,0375–174 MHz 1. ÁLLANDÓHELYŰ 2. MOZGÓ, a légi mozgó kivételével |
| 174–223 MHz 1. MŰSORSZÓRÁS | 174–216 MHz 1. MŰSORSZÓRÁS 2. Állandóhelyű 3. Mozgó | 174–223 MHz 1. ÁLLANDÓHELYŰ 2. MOZGÓ 3. MŰSORSZÓRÁS | 174–223 MHz 1. MŰSORSZÓRÁS |
| 174–223 MHz 1. MŰSORSZÓRÁS | 216–220 MHz 1. ÁLLANDÓHELYŰ 2. TENGERI MOZGÓ 3. Rádiólokáció | 174–223 MHz 1. ÁLLANDÓHELYŰ 2. MOZGÓ 3. MŰSORSZÓRÁS | 174–223 MHz 1. MŰSORSZÓRÁS |
| 174–223 MHz 1. MŰSORSZÓRÁS | 220–225 MHz 1. AMATŐR 2. ÁLLANDÓHELYŰ 3. MOZGÓ 4. Rádiólokáció | 174–223 MHz 1. ÁLLANDÓHELYŰ 2. MOZGÓ 3. MŰSORSZÓRÁS | 174–223 MHz 1. MŰSORSZÓRÁS |
| 223–230 MHz 1. MŰSORSZÓRÁS 2. Állandóhelyű 3. Mozgó | 223–230 MHz 1. ÁLLANDÓHELYŰ 2. MOZGÓ 3. MŰSORSZÓRÁS 4. LÉGI RÁDIÓNAVIGÁCIÓ 5. Rádiólokáció | 223–230 MHz 1. MŰSORSZÓRÁS 2. Állandóhelyű 3. Mozgó | |
| 223–230 MHz 1. MŰSORSZÓRÁS 2. Állandóhelyű 3. Mozgó | 223–230 MHz 1. ÁLLANDÓHELYŰ 2. MOZGÓ 3. MŰSORSZÓRÁS 4. LÉGI RÁDIÓNAVIGÁCIÓ 5. Rádiólokáció | 223–230 MHz 1. MŰSORSZÓRÁS 2. Állandóhelyű 3. Mozgó | 225–235 MHz 1. ÁLLANDÓHELYŰ 2. MOZGÓ |
| 230–235 MHz 1. ÁLLANDÓHELYŰ 2. MOZGÓ | 230–235 MHz 1. ÁLLANDÓHELYŰ 2. MOZGÓ 3. LÉGI RÁDIÓNAVIGÁCIÓ | 230–235 MHz 1. ÁLLANDÓHELYŰ 2. MOZGÓ | |
| 235–267 MHz 1. ÁLLANDÓHELYŰ 2. MOZGÓ | 235–267 MHz 1. ÁLLANDÓHELYŰ 2. MOZGÓ | 235–267 MHz 1. ÁLLANDÓHELYŰ 2. MOZGÓ | 235–267 MHz 1. ÁLLANDÓHELYŰ 2. MOZGÓ |
| 267–272 MHz 1. ÁLLANDÓHELYŰ 2. MOZGÓ 3. Űrbeli üzemeltetés (űr–Föld irány) | 267–272 MHz 1. ÁLLANDÓHELYŰ 2. MOZGÓ 3. Űrbeli üzemeltetés (űr–Föld irány) | 267–272 MHz 1. ÁLLANDÓHELYŰ 2. MOZGÓ 3. Űrbeli üzemeltetés (űr–Föld irány) | 267–272 MHz 1. ÁLLANDÓHELYŰ 2. MOZGÓ 3. Űrbeli üzemeltetés (űr–Föld irány) |
| 272–273 MHz 1. ŰRBELI ÜZEMELTETÉS (űr–Föld irány) 2. ÁLLANDÓHELYŰ 3. MOZGÓ | 272–273 MHz 1. ŰRBELI ÜZEMELTETÉS (űr–Föld irány) 2. ÁLLANDÓHELYŰ 3. MOZGÓ | 272–273 MHz 1. ŰRBELI ÜZEMELTETÉS (űr–Föld irány) 2. ÁLLANDÓHELYŰ 3. MOZGÓ | 272–273 MHz 1. ŰRBELI ÜZEMELTETÉS (űr–Föld irány) 2. ÁLLANDÓHELYŰ 3. MOZGÓ |
| 273–312 MHz 1. ÁLLANDÓHELYŰ 2. MOZGÓ | 273–312 MHz 1. ÁLLANDÓHELYŰ 2. MOZGÓ | 273–312 MHz 1. ÁLLANDÓHELYŰ 2. MOZGÓ | 273–312 MHz 1. ÁLLANDÓHELYŰ 2. MOZGÓ |

- VHF: 47 – 68 MHz televíziós műsorszórás
- OIRT: 65,84 – 74 MHz „keleti” URH (FM) műsorszórás (a Keleti blokk számára kijelölt tartomány a Hidegháború idején, Magyarországon 2007. február 1-ig volt használatban, napjainkban Ukrajnában, Moldáviában, Beloruszban és Oroszországban alkalmazzák)
- VHF: 76 – 87,5 földi mozgó (Magyarországon a katasztrófavédelem használja jelenleg)
- CCIR: 87,5 – 108 MHz „nyugati” URH (FM) műsorszórás
- VHF: 108 – 118 MHz légi rádiónavigáció VOR / ILS
- VHF: 118 – 136 MHz légi mozgó
- VHF: 137 – 138 MHz műholdas mozgó űr–Föld
- VHF: 144 – 146 MHz rádióamatőr
- VHF: 148 – 150 MHz műholdas mozgó Föld–űr
- VHF: 156,7 – 156,8379 MHz tengeri mozgó
- VHF: 157 – 174 MHz földi mozgó
- VHF: 174 – 230 MHz MHz TV / DVB / DAB földfelszíni digitális televízió és rádió műsorszórás

## Kapcsolódó oldalak
- Direkt terjedés
- Troposzférikus hullámterjedés
- Rádióhorizont
- Ultrarövidhullámú műsorszórás
- Ultrarövidhullámú rádióamatőramatőr sávok